# Viktor Konovalenko
Viktor Sergeevič Konovalenko (in russo Виктор Сергеевич Коноваленко?; Nižnij Novgorod, 11 marzo 1938 – 20 febbraio 1996) è stato un hockeista su ghiaccio sovietico.

## Palmarès

### Olimpiadi invernali
- Oro a Innsbruck 1964.
- Oro a Grenoble 1968.

### Mondiali
- Oro a Svezia 1963.
- Oro a Innsbruck 1964.
- Oro a Finlandia 1965.
- Oro a Iugoslavia 1966.
- Oro a Austria 1967.
- Oro a Grenoble 1968.
- Oro a Svezia 1970.
- Oro a Svizzera 1971.
- Bronzo a Svizzera 1961.